# Dom Mody (zespół muzyczny)

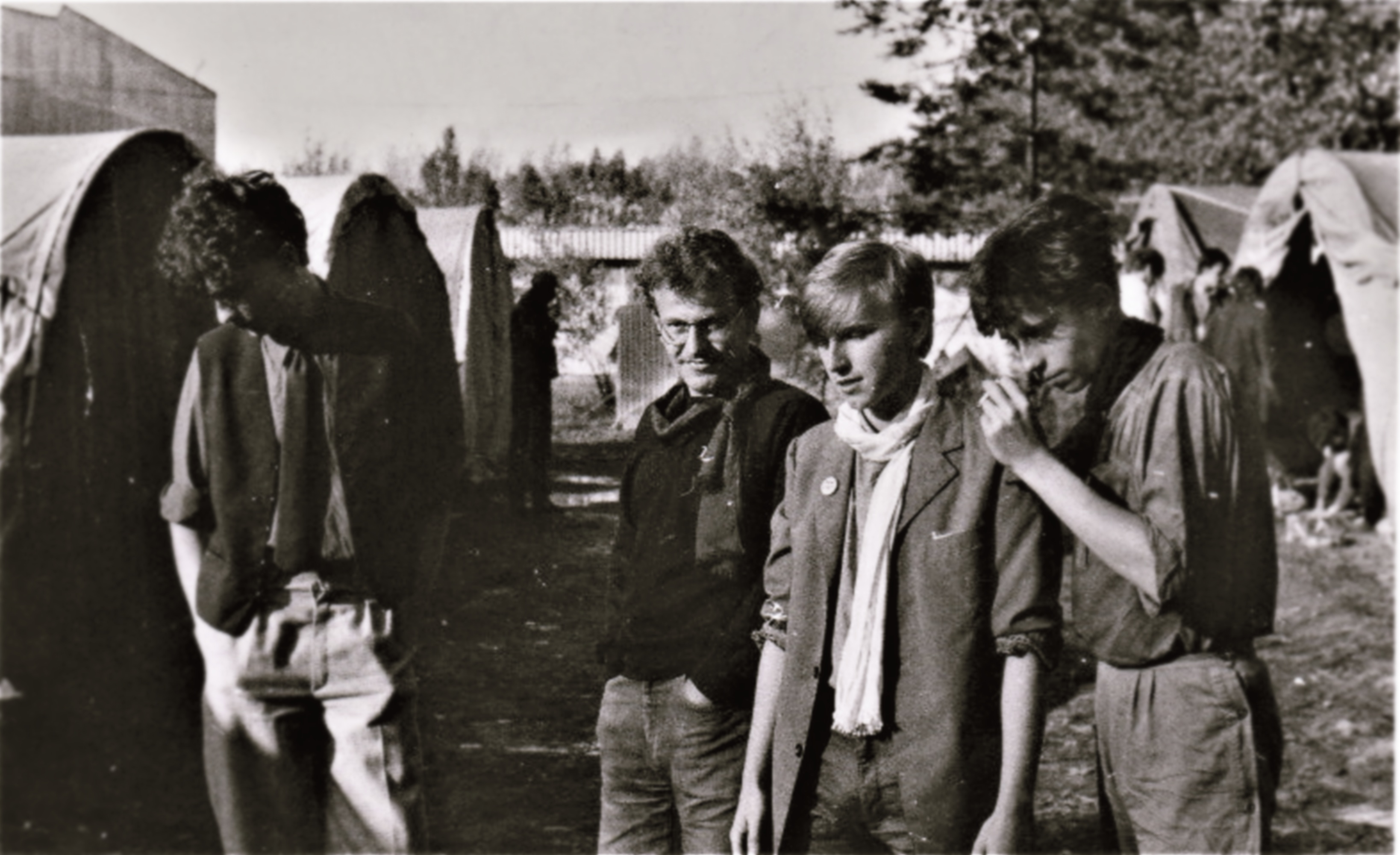
Dom Mody Jarocin 1983, Miasteczko namiotowe dla artystów. Od lewej: Jacek Krełowski, Bogusław Olczyk, Jacek Zalewski, Witold Gąska

Dom Mody – polski zespół nowofalowy wykonujący muzykę new romantic, założony w 1982 w Kielcach.

## Historia
4 czerwca 1983 zespół wystąpił w Toruniu na III Festiwalu Nowofalowych Grup Rockowych w klubie Od Nowa. Został laureatem festiwalu, otrzymał wyróżnienie w postaci nagrody dziennikarzy. 13 sierpnia 1983 wystąpił w Jarocinie na Festiwalu Muzyków Rockowych. Dom Mody został laureatem festiwalu w Jarocinie, zajął trzecie miejsce w głosowaniu publiczności.
W listopadzie 1984 roku grupa nagrała w studio Tonpressu dwa utwory, Deszcz słów i Szyfry, które w 1985 ukazały się na singlu. Wydawcą został Tonpress - S-526 Sp.
W 1985 utwór Szyfry został wydany na składance: Jeszcze młodsza generacja, a rok później na kasecie Rock Made in Poland - Vega – JG-012, zamieszczono utwory Deszcz słów i Szyfry.
W 1986 roku utwór Szyfry został umieszczony ponownie, tym razem na kasecie wydanej przez Tonpress -TK 142.
W 2017 utwór „Deszcz słów” został zamieszczony w dwupłytowym (CD) dodatku muzycznym do książki pod tytułem Antologia Polskiej Muzyki Elektronicznej (Narodowe Centrum Kultury, Warszawa 2017; praca zbiorowa pod redakcją Marka Horodniczego).
W roku 2022 ukazała się płyta winylowa Dom Mody – Samouwielbienie zawierająca wszystkie zarchiwizowane utwory zespołu.

## Muzycy
- Witold Gąska – instrumenty klawiszowe, śpiew[1]
- Jacek Zalewski – śpiew[1]
- Andrzej Wolski – organy elektroniczne[1]
- Bogusław Olczyk – perkusja[1][9]

oraz:
- Lucjan Dulnik – gitara elektryczna, gitara basowa[1]
- Andrzej Łukasik – gitara basowa[1]
- Jacek Krełowski – organy elektroniczne[1]

## Dyskografia
- 1985: Deszcz słów, Szyfry – Tonpress – S-526 Sp[1]
- 2022: Samouwielbienie, – No Pasaran Records Zima Records – Lp[8]